# Gunjevac
Gunjevac (izvirno srbsko Гуњевац) je naselje v Srbiji, ki upravno spada pod Občino Ub; slednja pa je del Kolubarskega upravnega okraja.

## Demografija
V naselju živi 405 polnoletnih prebivalcev, pri čemer je njihova povprečna starost 39,4 let (39,2 pri moških in 39,7 pri ženskah). Naselje ima 136 gospodinjstev, pri čemer je povprečno število članov na gospodinjstvo 3,65.
To naselje je, glede na rezultate popisa iz leta 2002, večinoma srbsko, a v času zadnjih 3 popisov je opazen porast števila prebivalcev.
|  |

| Demografija | Demografija     | Demografija     |
| Leto        | Št. prebivalcev | Št. prebivalcev |
| ----------- | --------------- | --------------- |
|             |                 |                 |
|             |                 |                 |
|             |                 |                 |
|             |                 |                 |
| 1948        | 379             |                 |
| 1953        | 410             |                 |
| 1961        | 463             |                 |
| 1971        | 419             |                 |
| 1981        | 422             |                 |
| 1991        | 467             | 466             |
| 2002        | 499             | 497             |
|             |                 |                 |

| Etnična sestava po popisu iz leta 2002 | Etnična sestava po popisu iz leta 2002 | Etnična sestava po popisu iz leta 2002 | Etnična sestava po popisu iz leta 2002 | Etnična sestava po popisu iz leta 2002 |
| -------------------------------------- | -------------------------------------- | -------------------------------------- | -------------------------------------- | -------------------------------------- |
| Srbi                                   | Srbi                                   |                                        | 495                                    | 99,59%                                 |
| Neznano                                | Neznano                                |                                        | 2                                      | 0,40%                                  |